# Moto Guzzi
Moto Guzzi — итальянская компания-производитель мотоциклов и мопедов, основанная в Генуе в 1921 году судовладельцем Витторио Эмануэле Пароди, его сыном Джорджио и бывшим летчиком военно-воздушных сил Карло Гуцци. В 2000 году компания была приобретена своим конкурентом «Aprilia», вместе с которой в 2004 году вошла в состав группы «Piaggio» и в настоящее время является одним из семи брендов. Moto Guzzi была особенно успешной в шоссейно-кольцевых мотогонках серии Гран-При в 1950-хгодах.

## История
Società anonima (общество с ограниченной ответственностью) «Moto Guzzi» было основано 15 марте 1921 года в Генуе тремя друзьями: судовладельцем Витторио Эмануэле Пароди, его сыном Джорджио и бывшим летчиком военно-воздушных сил Карло Гуцци. На логотипе красовался орел в полете в знак памяти о Джованни Равелли, вторая Пароди, который погиб во время тренировочного полета за два года до этого.
Первый же продукт Moto Guzzi мотоцикл Normale, двигатель которого развивал 8 л.с., установил эталон и определил дальнейшую линию развития моделей компании. В 1928 году в свет появился Moto Guzzi GT , который получил прозвище «Norge» после незабываемого путешествия длительностью 4 429 км за Полярным кругом. Через 78 лет, в июле 2006-го, 14 журналистов повторили этот путь, которым когда-то проехал брат Карло Гуцци, Джузеппе, известный также по прозвищу Нако, правда в этот раз на новом Norge 1200.
После Второй мировой войны Moto Guzzi выпустила очередную успешную модель — Airone 250: Разработанный в 1939 году, мотоцикл более 15 лет был самым популярным байком в средне-кубатурном диапазоне в Италии. Он дал великолепную основу для новых успехов Moto Guzzi на десятилетия вперед, которые воплотились в моделях Falcone и Guzzino 65 — наиболее продаваемого мотоцикла в истории компании. Следующими моделями стали Galletto (1950), Cardellino (1954) и Lodola 175 (1956).
В 1950 году Moto Guzzi стала первым производителем мотоциклов, который построил собственную аэродинамическую трубу. В этот период в компании подобрался успешный коллектив: в гоночной команде работали инженеры Умберто Тодеро и Энрико Кантоне, а дизайнерский отдел возглавил уроженец Милана Джулио Чезаре Каркано, создатель Guzzi V8— мотоцикла, способного разгоняться до 285 км/час.
Конец 1960-х ознаменовался введением в моделях Moto Guzzi V-образного двигателя с углом между цилиндрами 90°. Будучи очень надежными, они впоследствии стали символом компании, вместе с продольно расположенным коленчатым валом и выступающими в сторону цилиндрами. Первоначально такие двигатели устанавливались в модели Guzzi V7, V7 Special и легендарный Guzzi V7 Sport, который стал первым серийным мотоциклом, способным развить максимальную скорость более 200 км/час. Также двигатели такого типа были разработаны для мало-кубатурных мотоциклов, таких как V35, V50 и V65.
Дальнейшие успехи Moto Guzzi связанные с моделью California — самой известной моделью марки в мире. Разработана для департамента полиции Лос-Анджелеса, он был флагманом модельного ряда на протяжении сорока лет. За это время было выпущено семь поколений California с гаммой двигателей рабочим объемом 750, 850, 1000 и 1100 см3, оснащенных электронным впрыском. Ряд спортивных мотоциклов Moto Guzzi был представлен моделями Le Mans 850, Daytona и 1100 Sport.
30 декабря 2004 года Moto Guzzi стала частью Piaggio Group. Это позволило наполнить продукцию компании инновационными решениями. Модельный ряд был расширен в 2006 году мотоциклами Norge и 1200 Sport, в 2007 — Griso 1200 V8 и Bellagio, в 2008 — Stelvio 1200. В 2009 году три новых прототипа, разработанные Мигелем Галлуцци и Пьером Тербланшем, выиграли награду Мотоциклетной ассоциации дизайнеров за лучший дизайн мотоцикла.
С первых же дней Moto Guzzi сделала себе имя в мотоциклетных гонках. Дебютная победа была одержана в гонке Targa Florio в 1921 году, после чего было добыто еще много побед в различных соревнованиях, пока в 1957 году компания вместе с двумя другими итальянскими производителями, Gilera и Mondial, не прекратила своего участия в соревнованиях.
Всего за период 1921-1957 годов на мотоциклах Moto Guzzi было установлено 134 мировых рекорда и добыто 3 329 побед в международных гонках 14 различных чемпионатов, в том числе 45 — на этапах серии MotoGP.
Moto Guzzi приняла участие в дебютном чемпионате мира по шоссейно-кольцевым мотогонкам серии Гран-При в сезоне 1949 и сразу завоевала кубок производителей в классе 250cc, а ее гонщик Бруно Руффо стал чемпионом в этом классе. Через год Moto Guzzi повторила двойной триумф опять же с Руффо. В следующем сезоне Энрико Лоренцетти снова завоевал для команды золотой дубль. В сезоне 1953 года команда дебютировала в классе 350cc и 500cc и это принесло свои плоды: Фергус Андерсон стал чемпионом мира в категории 350-кубовых мотоциклов, принеся команде и кубок конструкторов.

## Успехи заводской команды в академической гребле
Также на заводе в Манделло-дель-Ларио в послевоенные годы подобралась сильная команда по академической гребле Canottieri Moto Guzzi, которая тренировалась на озере Комо. В 1948 году гребцам из этой заводской команды удалось завоевать олимпийское золото в четвёрках распашных без рулевого на Играх в Лондоне. В последующие годы Canottieri Moto Guzzi оставалась одной из ведущих гребных команд Италии.